# Liste des sénateurs de la Charente-Maritime

## Sénateurs de laCharente-Inférieuresous laIIIeRépublique
- Jean-Baptiste Boffinton de 1876 à 1885
- Pierre Roy de Loulay de 1876 à 1885
- Alfred de Vast-Vimeux de 1876 à 1885
- Pierre Barbedette de 1885 à janvier 1894, puis de septembre 1894 à 1901
- Frédéric Mestreau de 1885 à 1891
- Émile Combes de 1885 à 1921
- Jean Moinet de 1891 à 1894
- Eugène Bisseuil de 1892 à 1903
- Auguste Calvet de 1894 à 1912
- Paul Rouvier de 1901 à 1912
- Frédéric Garnier de 1903 à 1905
- Georges Genet de 1906 à 1919
- Eugène Réveillaud de 1912 à 1921
- Gustave Perreau de 1912 à 1939
- Pierre Landrodie de 1920 à 1922
- Jean Coyrard de 1921 à 1937
- Fernand Chapsal de 1921 à 1939
- Jean-Octave Lauraine de 1923 à 1934
- René Carré-Bonvalet de 1934 à 1945
- Maurice Palmade de 1938 à 1945
- William Bertrand de 1939 à 1945

## Sénateurs de laCharente-Maritimesous laIVeRépublique
- Yves Le Dluz de 1946 à 1948
- Jean Réveillaud de 1948 à 1955
- James Sclafer de 1948 à 1955
- André Dulin de 1948 à 1959
- Maurice Sauvêtre le 19 juin 1955
- Jacques Verneuil de 1955 à 1959

## Sénateurs de la Charente-Maritime sous laVeRépublique
- André Dulin de 1959 à 1973
- Lucien Grand de 1959 à 1978
- Jacques Verneuil de 1959 à 1980
- Josy Moinet de 1973 à 1989
- Henri Moreau de 1978 à 1980
- Michel Rigou de 1980 à 1989
- Stéphane Bonduel de 1980 à 1989
- François Blaizot de 1989 à 1998
- Jean-Guy Branger de 1998 à 2008
- Michel Doublet de 1989 à 2014
- Claude Belot de 1989 à 2014
- Bernard Lalande de 2014 à 2020
- Daniel Laurent depuis 2008
- Corinne Imbert depuis 2014
- Mickaël Vallet depuis 2020